# Мадонна з чижиком
«Мадонна з чижиком» — картина німецького художника Альбрехта Дюрера, написана ним у Венеції в 1506 році.

## Історія створення
Твір виконаний під час перебування художника у Венеції і дуже близький за стилем до «Свята вінків із троянд», яке Дюрер писав в той період для громади німецьких купців. Можливо, «Мадонна з чижиком» виконана на прохання або в подарунок Джованні Белліні. Композиція картини побудована подібно центральній частині «Свята вінків із троянд» з деякими відмінностями.

## Композиція
Марія сидить на троні зі спинкою, покритою драпіруванням червоного кольору; трон композиційно ділить на дві частини пейзаж у стилі фламандського живопису другої половини XV століття, популярному також в італійському образотворчому мистецтві, особливо у художників венеційської школи. Пейзаж виконаний з чіткою графічністю і деталюванням, як було прийнято в німецькому живописі. Два херувими, які підтримують вінок з листя і квітів над головою Марії, нагадують херувимів з короною зі «Свята вінків із троянд».
Назва картини походить від чижика, який сидить на руці немовляти Ісуса, ця птиця є символом Страстей Христових. Внизу праворуч — янгол і немовля Іван Хреститель (якого легко опізнати по вбранню відлюдника); він подає Марії кілька конвалій: ця квітка символізує кінець зими і, таким чином, повернення спокою, крім того, через її форму рослину називали «сходами до Раю». Ангел підтримує атрибут Івана Хрестителя — хрест із двох тростинок. Марія спирається правою рукою на книгу, в положенні, яке свідчить про неї як про сповнену мудрості (лат. sedes sapientia), про ту, що несла в утробі найсвятіше із святих.